# Vila dos Confins
Vila dos Confins foi  o primeiro romance de Mário Palmério, publicado em 1956.  O livro conta a história da primeira eleição para prefeito e vereadores de um remoto lugarejo do sertão brasileiro, a Vila dos Confins, município recém-emancipado. O deputado federal Paulo Santos apoia o candidato João Soares, da União Cívica, contra o candidato do Partido Liberal, chefe político local, o coronel Chico Belo.
O romance é um triste retrato do processo eleitoral no Brasil no século XX, com compra e aliciamento de votos, coação e fraudes de todo o tipo.
O voto consciente é uma exceção neste período da República brasileira. O autor ironiza a situação, ao contar a história de Altamirando, que, apesar de ter recebido ordens do patrão para votar em um candidato, troca os votos na hora da eleição, a fim de votar em seu compadre Eustórgio:
Altamirando Bento Araújo. Podem chamá-lo de tudo o que for nome feio, que ainda é pouco. Praga das maiores, o peste: eleitor consciente…
Além do caráter político a obra também aborda de maneira primorosa os detalhes relacionados à vida no sertão, os costumes da época e a descrição detalhada da natureza permitem uma exata percepção da região onde a trama se dá.